# Sân vận động Gdańsk
Sân vận động Gdańsk (tiếng Ba Lan: Stadion Gdańsk), được biết đến vì lý do tài trợ là Polsat Plus Arena Gdańsk kể từ tháng 5 năm 2021, là một sân vận động bóng đá ở Gdańsk, Pomorskie, Ba Lan. Sân được sử dụng chủ yếu cho các trận đấu bóng đá và là sân nhà của Lechia Gdańsk hiện đang chơi ở Ekstraklasa. Sân vận động có địa chỉ tại 1 Đường Pokoleń Lechii Gdańsk ("Các thế hệ của Lechia Gdańsk") ở phía bắc thành phố (quận Letnica). Sân có sức chứa 41.620 khán giả, tất cả đều được lắp ghế và có mái che. Đây là sân vận động lớn thứ hai ở Ekstraklasa và lớn thứ ba trong cả nước (sau Sân vận động Quốc gia và Sân vận động Śląski).
Công việc xây dựng sân vận động bắt đầu vào năm 2008 và hoàn thành vào giữa năm 2011. Trận mở màn là giữa Lechia Gdańsk và Cracovia và kết thúc với tỷ số hòa 1–1. Trận đấu quốc tế đầu tiên được tổ chức tại sân là giữa Ba Lan và Đức, diễn ra vào ngày 6 tháng 9 năm 2011 và kết thúc với tỷ số 2–2. Trận đấu được dời từ Warszawa vì Sân vận động Quốc gia chưa hoàn thành xây dựng. Sân được sử dụng bởi Lechia Gdańsk kể từ khi 'White-and-Green' chuyển đến đây từ Sân vận động Trung tâm Thể thao Gdańsk.
Sân vận động cũng là một trong những địa điểm được chỉ định cho vòng chung kết Euro 2012. Sân đã tổ chức bốn trận đấu trong suốt giải đấu; ba trận ở bảng C và một trận tứ kết đã được diễn ra ở đó. Sân ban đầu dự kiến sẽ tổ chức trận chung kết UEFA Europa League 2020, tuy nhiên vì đại dịch COVID-19 tại châu Âu, trận chung kết bị hoãn và sau đó được dời lại sang tháng 8 và tổ chức tại Sân vận động RheinEnergie ở Đức sau cánh cửa đóng kín; Thay vào đó, Gdańsk đã tổ chức trận chung kết năm 2021. Villarreal giành chiến thắng 12–11 trong trận đấu trước Manchester United.
Vì vấn đề chính trị ở Uruguay, trận chung kết Copa Sudamericana 2021 đã được chuyển từ Sân vận động Centenario, Montevideo, Uruguay sang Sân vận động Energa Gdańsk ở Gdańsk, Ba Lan.